# Elecciones generales de Fiyi de 2018
Las elecciones generales de Fiyi de 2018 tuvieron lugar el miércoles 14 de noviembre del mencionado año con el objetivo de renovar los 51 escaños del Parlamento, que a su vez investiría a un primer ministro para el período 2018-2022. El sistema electoral empleado sería la representación proporcional por listas, con todo el territorio del país considerado como un único distrito electoral. Fue la segunda elección general fiyiana en la que se utilizó este sistema.
En estos comicios el partido oficialista FiyiFirst (en español: Fiyi Primero) logró revalidar su mayoría absoluta por un muy estrecho margen del 50.02% del voto popular y 27 de los 51 escaños, garantizando la reelección del primer ministro Frank Bainimarama para un segundo mandato. Experimentó, sin embargo, una fuerte caída de votos con respecto al casi 60% que había obtenido en las anteriores elecciones. El Partido Liberal Socialdemócrata (SODELPA), liderado por el ex primer ministro Sitiveni Rabuka, y el Partido de la Federación Nacional (NFP), las dos principales fuerzas de la oposición, lograron incrementar notablemente su caudal de votos. El SODELPA obtuvo el 39.85%, aumentando más de once puntos con respecto a la anterior elección, y logró una representación de 21 escaños, apenas 6 debajo del oficialismo, y el NFP obtuvo el 7.38%, un aumento de dos puntos, y conservó su representación con los 3 escaños que mantenía hasta entonces. Ningún otro partido obtuvo escaños o superó el 2% de los votos. La participación decayó bastante, con un 71.27% en comparación con el 83.97% de 2014.
Después de los comicios, la dirigencia del SODELPA rechazó los resultados y buscó impugnar la elección ante el Poder Judicial, argumentando que no eran "genuinos ni creíbles". Sin embargo, el informe emitido por las misiones de observación internacional, encabezadas por Australia, dictaminaron que las elecciones eran transparentes, pero que una gran parte de la población sentía desconfianza hacia el sistema electoral y la gobernanza. Esto no evitó que Bainimarama fuera juramentado para su segundo mandato el 20 de noviembre de 2018.

## Sistema electoral
Las elecciones se llevaron a cabo utilizando un sistema de representación proporcional con listas abiertas utilizando el método d'Hondt con el país como un único distrito nacional de 51 escaños. Los escaños se distribuyen en proporción al porcentaje de votos obtenido por cada lista a nivel nacional, con un umbral del 5% de los votos requeridos para que una lista reciba escaños. Las elecciones por voto postal se realizaron algunas semanas antes que los comicios efectivos. Poco después, comenzó un período de bloqueo de 48 horas, durante el cual ningún medio de comunicación, incluidos los impresos o sociales, puede imprimir o publicar ningún material electoral que insinúe una campaña.

## Antecedentes y convocatoria
Frank Bainimarama ejerce la jefatura de gobierno de Fiyi desde el golpe de Estado de diciembre de 2006. Luego de posponer las elecciones para normalizar la situación institucional del país varias veces, el gobierno provisional militar redactó una nueva constitución en 2013 y realizó finalmente los comicios en noviembre de 2014, resultado ganador el partido FiyiFirst, liderado por Bainimarama, con mayoría absoluta, y asumiendo este su primer mandato como primer ministro constitucional.
El 30 de septiembre de 2018, el Bainimarama anunció que las segundas elecciones generales bajo la Constitución de 2013 se celebrarían el 14 de noviembre. De conformidad con la sección 58 (3) de la constitución fiyiana, el presidente de la república Jioji Konrote disolvió el parlamento a petición del primer ministro ese mismo día. El 1 de octubre, Konrote emitió el decreto de la convocatoria a elecciones, y se realizó el registro de votantes en todo el país hasta las 18:00.
El 2 de octubre a las 8:00 de la mañana tuvo lugar la apertura de las nominaciones de los candidatos, cerrándose a las 12:00 del mediodía del 15 de octubre, día en que se dio comienzo a la campaña electoral. El 18 de octubre se realizó el sorteo para determinar el número que recibiría cada candidato. Finalmente, el 24 de octubre, finalizó el registro para los sufragantes que emitirían votos postales. La votación postal tendría lugar finalmente entre el 5 de noviembre hasta el 10 de noviembre, aunque la campaña electoral no se vería interrumpida por la misma y finalizaría el 12 de noviembre a las 00:00.

## Candidaturas
234 candidatos representando a seis partidos políticos disputados en las elecciones, de los cuales tan solo 56 eran mujeres. Los seis partidos presentaron listas fueron: el gobernante FiyiFirst, el principal partido de la oposición SODELPA, el Partido de la Federación Nacional, el Partido Unidad de Fiyi, el partido Esperanza, y el Partido Laborista de Fiyi. FiyiFirst, SODELPA y el NFP fueron las únicas fuerzas en postular candidatos para todos los escaños. Esperanza y el UFP presentaron 28 candidatos. El Partido Laborista presentó una lista conjunta con la "Alianza por la Libertad", que no pudo conseguir su registro, y con 25 escaños fue la única formación en no disputar una mayoría absoluta, que son 26 escaños. Esperanza fue el único partido cuya lista estaba mayoritariamente compuesta por mujeres, con 18 de los 28 candidatos.
| Partido | Partido                           | Candidatos | Género | Género | Cabeza de lista     | ¿Mayoría? |
| Partido | Partido                           | Candidatos | M      | F      | Cabeza de lista     | ¿Mayoría? |
| ------- | --------------------------------- | ---------- | ------ | ------ | ------------------- | --------- |
|         | FiyiFirst                         | 51/51      | 41     | 10     | Frank Bainimarama   | Sí        |
|         | Partido Liberal Socialdemócrata   | 51/51      | 44     | 7      | Sitiveni Rabuka     | Sí        |
|         | Partido de la Federación Nacional | 51/51      | 41     | 10     | Biman Prasad        | Sí        |
|         | Partido Unidad de Fiyi            | 28/51      | 23     | 5      | Savenaca Narube     | Sí        |
|         | Esperanza                         | 28/51      | 10     | 18     | Tupou Draunidalo    | Sí        |
|         | Partido Laborista de Fiyi         | 25/51      | 19     | 6      | Aman Ravindra-Singh | No        |

## Campaña
En un discurso en un mitin de campaña realizado en la ciudad de Nausori el 8 de octubre, Bainimarama declaró que quería que FiyiFirst ganara la totalidad de los 51 escaños parlamentarios y pudiera gobernar sin oposición, bajo el argumento de que los dos principales partidos opositores (el SODELPA y el NFP) representaban los intereses de la población i-Taukei (fiyianos étnicos) y a los indo-fiyianos en lugar de toda la población del país, definiendo al SODELPA como un partido étnico y nacionalista. Rabuka negó estas acusaciones, afirmando que el partido se definía como "nacionalista" en el sentido de que representa a la nación en su conjunto, sin limitaciones raciales. Al mismo tiempo, el NFP publicó un comentario en su página oficial de Facebook denunciando la actitud antidemocrática de Bainimarama por declarar abiertamente que deseaba gobernar sin oposición, afirmando que FiyiFrist planeaba convertir a Fiyi en "un país robótico cuya gente debería estar satisfecha y feliz con lo que se les reparta y no debería lloriquear por nada".
El SODELPA hizo campaña bajo la promesa de restaurar muchas de las instituciones tradicionales abolidas por el régimen militar al sancionarse la Constitución de 2013, aumentado gradualmente sus promesas de retorno a la institucionalizad anterior al golpe de Estado. Al comienzo de la campaña, empezó por declarar que, de ganar, restaurarían el Gran Consejo de Jefes, a los cien días de haber asumido el gobierno. Dicho órgano, existente a partir de 1876, había sido disuelto en marzo de 2012 por su mala relación con Bainimarama. El partido manifestó también su deseo de debatir el retorno al sistema de escrutinio mayoritario uninominal con distritos comunales empleado anteriormente, eliminando el sistema de listas. Más tarde, poco antes de finalizar la campaña, el partido dio un giro más radical y prometió explícitamente restaurar la vigencia de la constitución de 1997 abolida tras el golpe, aunque para eso sería necesaria una mayoría de dos tercios (34 de 51 escaños).
Durante la campaña electoral, el líder y candidato a primer ministro del SODELPA, Sitiveni Rabuka, fue juzgado y absuelto por los cargos de declarar falsamente sus activos y responsabilidades ante el Supervisor de Elecciones. Un recurso de apelación de la Comisión Independiente contra la Corrupción de Fiyi (FICAC), que podría haber resultado en la descalificación de la candidatura a diputado de Rabuka fue desestimado por la justicia el 12 de noviembre, dos días antes de que la votación tuviera lugar, y FICAC recibió la orden de pagar los costos judiciales. Poco antes de que se decidiera la apelación, la policía llamó nuevamente a Rabuka por cargos no especificados.

## Encuestas de opinión
| Encuestadora  | Fecha    | FFP | SODELPA | NFP | UFP  | HOPE | LPF  | Otro | Indeciso |
| ------------- | -------- | --- | ------- | --- | ---- | ---- | ---- | ---- | -------- |
| Encuestadora  | Fecha    |     |         |     |      |      |      | Otro | Indeciso |
| Encuestadora  | Fecha    |     |         |     |      |      |      | Otro | Indeciso |
| Tebbutt-Times | 1/2/2017 | 37% | 13%     | 1%  |      |      | 0.1% | 8.9% | 40%      |
| Tebbutt-Times | 6/3/2018 | 32% | 22%     | 3%  | 0.2% | 0.1% | 1%   | 6%   | 34%      |

## Jornada electoral
Las urnas se abrieron a las 12:00 del mediodía del miércoles 14 de noviembre. El día de la votación, se desataron lluvias torrenciales en todo el país, que provocaron varias inundaciones y perturbaron el proceso eleccionario. La Comisión Electoral debió retrasar la votación y extenderla por cuarenta y ocho horas en algunas mesas. Sin embargo, algunas de estas inundaciones alcanzaron centros electorales y destruyeron las papeletas emitidas en 26 de ellos, provocando las suspensión de los comicios hasta el sábado de 17 de noviembre, cuando se repitieron sin que se comprobaran mayores problemas.

## Resultados
|  | 50.02 % |

|  | 39.85 % |

|  | 7.38 % |

|  | 1.52 % |

|  | 0.62 % |

|  | 0.62 % |

|  | 99.09 % |

|  | 0.91 % |

|  | 100.00 % |

|  | 71.27 % |

## Consecuencias
A pesar del declive sufrido por el oficialismo y del notorio repunte de las dos principales oposiciones, ambos partidos rechazaron el resultado y denunciaron fraude electoral, tratando de impugnar las elecciones ante el Poder Judicial. Bainimarama celebró la victoria de su partido pese a su exigua mayoría y afirmó que la debacle se debió a que muchos de sus partidarios no pudieron votar debido al mal tiempo, señalando que la participación fue más baja que en 2014. El primer ministro fue reelegido de este modo para un segundo mandato y juramentado el 20 de noviembre.